# Luka Sučić
Luka Sučić, né le 8 septembre 2002 à Linz en Autriche, est un footballeur international croate qui évolue au poste de milieu central à la Real Sociedad.

## Biographie

### En club
Né à Linz en Autriche, Luka Sučić passe par le SV Alkoven puis l'Union Edelweiß Linz, avant de rejoindre en 2016 l'académie du Red Bull Salzbourg, où il poursuit sa formation.
En juillet 2019, il prolonge son contrat jusqu'en 2022, avant de jouer pour le FC Liefering, club partenaire du Red Bull Salzbourg.
Le 15 juillet 2020, il prolonge son contrat jusqu'en 2025 avec son formateur. Il joue son premier match pour le Red Bull Salzbourg le lendemain de son 18e anniversaire, le 9 septembre 2020, face au Schwarz-Weiß Bregenz, lors d'une rencontre de coupe d'Autriche. Il participe à la large victoire de son équipe en inscrivant également son premier but ce jour-là (0-10 pour Salzbourg score final). Le 13 septembre suivant, il joue son premier match en première division autrichienne, en entrant en jeu à la place de Noah Okafor face au Wolfsberger AC. Il se montre à nouveau décisif, en délivrant une passe décisive sur le but de Sékou Koïta, et son équipe l'emporte finalement par trois buts à un.
Le 25 novembre 2020, il joue son premier match de Ligue des champions face au Bayern Munich. Il entre en jeu à la place de Dominik Szoboszlai lors de cette rencontre perdue par son équipe (3-1).  Le 1er mai 2021, Sučić remporte son premier trophée en professionnel, la coupe d'Autriche, contre le LASK Linz. Il entre en jeu à la place de Brenden Aaronson et son équipe s'impose par trois buts à zéro,. Il devient champion d'Autriche en 2021, le RB Salzbourg étant sacré champion pour la huitième fois d'affilée. 
Le 5 mars 2023, lors d'une rencontre de championnat remportée par le Red Bull Salzbourg face au Rapid Vienne (2-4 score final), Sučić sort blessé. Touché au ligament externe du genou gauche, son absence est estimée à plusieurs mois et sa saison est dès lors terminée.
Début août 2024, Luka Sučić rejoint l'Espagne en s'engageant en faveur de la Real Sociedad. Il signe un contrat de cinq ans, soit jusqu'en juin 2029, et devient le deuxième joueur croate de l'histoire du club,.

### En sélection
Avec l'équipe de Croatie des moins de 17 ans, il inscrit un but face à Andorre, le 30 octobre 2018, lors des éliminatoires de l'Euro. Il officie par ailleurs comme capitaine lors de cette rencontre remportée par son équipe (3-0).
Il est retenu avec l'équipe de Croatie espoirs pour disputer le championnat d'Europe espoirs en 2021 mais il doit finalement déclarer forfait pour cause de blessure juste avant le tournoi, et est remplacé par Matej Vuk. Sučić fait finalement sa première apparition avec les espoirs le 2 septembre 2021, contre l'Azerbaïdjan. Titulaire, il ouvre le score et participe à la victoire des siens (2-0 score final).
En octobre 2021, Luka Sučić est convoqué pour la première fois avec l'équipe nationale de Croatie, par le sélectionneur Zlatko Dalić, afin de remplacer Mateo Kovačić, suspendu. Il honore sa première sélection le 11 octobre 2021, contre la Slovaquie. Il entre en jeu en fin de match à la place de Andrej Kramarić. Les deux équipes se neutralisent ce jour-là (2-2),.
Le 9 novembre 2022, il est sélectionné par Zlatko Dalić pour participer à la Coupe du monde 2022.
Le 20 mai 2024, il figure dans la liste des 26 joueurs croates retenus par Zlatko Dalić pour participer à l'Euro 2024.

## Palmarès
- RB Salzbourg
  - Championnat d'Autriche de football (3) :
    - Champion : 2021, 2022 et 2023

  - Coupe d'Autriche (2) :
    - Vainqueur : 2021 et 2022